# Ripartizione modale
La ripartizione modale nei trasporti, nota anche con i termini inglesi di modal share o modal split, è la percentuale di spostamenti con un certo tipo di mezzo di trasporto.
La ripartizione modale è fattore statistico nello sviluppo della in una città o regione. In anni recenti molte città si sono poste obiettivi di ripartizione modale, per es. il 30% di spostamenti non motorizzati (in bicicletta e a piedi) e del 30% su mezzi di trasporto pubblico. Questi obiettivi riflettono il desiderio di innescare un modal shift, una commutazione modale, cioè un cambiamento dei modi di spostamento, in direzione di un aumento delle quote di quelli "sostenibili".
Vengono considerati virtuose ripartizione modali che sommano alte quote con i trasporti pubblici, a piedi e in bicicletta, mentre le quote di spostamenti in auto pesano in senso opposto.

## Comparabilità dei dati
I dati del modal split vengono generalmente ottenuti da sondaggi e rilevazioni sugli spostamenti, spesso da parte di autorità locali, usando metodologie differenti; campionature, interviste, estensioni geografiche o altre differenze metodologiche possono influenzare la comparabilità dei dati. La maggior parte delle rilevazioni si riferisce agli spostamenti casa-lavoro.

## Ripartizione modale degli spostamenti casa-lavoro
Esempi di città europee illustrano le differenze nella ripartizione modale degli spostamenti casa-lavoro, dovuti ai differenti contesti geografici, economici, sociali.

### Ripartizione modale di alcune capitali europee
| Città      | a piedi | bicicletta | trasporto pubblico | veicolo privato a motore | anno | note  |
| ---------- | ------- | ---------- | ------------------ | ------------------------ | ---- | ----- |
| Parigi     | 13%     | 5%         | 65%                | 17%                      | 2008 | [ 2 ] |
| Berlino    | 30%     | 13%        | 26%                | 31%                      | 2008 | [ 3 ] |
| Londra     | 20%     | 2%         | 41%                | 37%                      | 2008 | [ 4 ] |
| Madrid     | 36%     | 0%         | 34%                | 30%                      | 2006 | [ 3 ] |
| Praga      | 23%     | 1%         | 43%                | 33%                      | 2009 | [ 5 ] |
| Roma       | 7%      | 0%         | 24%                | 68%                      | 2001 | [ 3 ] |
| Vienna     | 28%     | 6%         | 39%                | 27%                      | 2012 | [ 6 ] |
| Varsavia   | 5%      | 1%         | 60%                | 34%                      | 2009 | [ 7 ] |
| Amsterdam  | 4%      | 38%        | 30%                | 28%                      | 2010 | [ 3 ] |
| Copenaghen | 6%      | 36%        | 33%                | 25%                      | 2012 | [ 8 ] |
| Helsinki   | 12%     | 6%         | 40%                | 41%                      | 2004 | [ 3 ] |
| Stoccolma  | 15%     | 7%         | 43%                | 33%                      | 2004 | [ 3 ] |
| Berna      | 11%     | 11%        | 54%                | 24%                      | 2001 | [ 3 ] |
| Lisbona    | 10%     | 0%         | 46%                | 40%                      | 2001 | [ 3 ] |

### Ripartizione modale di alcune città europee con oltre 250.000 abitanti
| Città                 | a piedi | bicicletta | trasporto pubblico | veicolo privato a motore | anno |
| --------------------- | ------- | ---------- | ------------------ | ------------------------ | ---- |
| Aarhus                | 7%      | 27%        | 19%                | 43%                      | 2004 |
| Bologna               | 8%      | 4%         | 21%                | 67%                      | 2001 |
| Brema                 | 25%     | 23%        | 16%                | 36%                      | 2013 |
| Firenze               | 8%      | 4%         | 21%                | 69%                      | 2001 |
| Friburgo in Brisgovia | 29%     | 34%        | 16%                | 21%                      | 2017 |
| Göteborg              | 12%     | 14%        | 21%                | 52%                      | 2004 |
| Hannover              | 26%     | 19%        | 19%                | 36%                      | 2017 |
| Malaga                | 12%     | 0%         | 11%                | 77%                      | 2004 |
| Malmö                 | 6%      | 25%        | 18%                | 51%                      | 2011 |
| Napoli                | 13%     | 0%         | 26%                | 60%                      | 2001 |
| Norimberga            | 30%     | 15%        | 23%                | 32%                      | 2023 |
| Palermo               | 12%     | 1%         | 9%                 | 78%                      | 2001 |
| Siviglia              | 13%     | 6%         | 15%                | 64%                      | 2012 |
| Torino                | 12%     | 3%         | 5%                 | 79%                      | 2004 |
| Utrecht               | 3%      | 21%        | 25%                | 51%                      | 2004 |

Note: i dati sono basati sull'Urban Audit .

## Obiettivi di ripartizione modale
La Carta di Bruxelles, firmata da 36 città, fra cui Bruxelles, Ghent, Milano, Monaco di Baviera, Siviglia, Edimburgo, Tolosa, Bordeaux, Gdansk, e Timisoara, impegna i firmatari a raggiungere almeno una quota del 15% di spostamenti in bicicletta entro il 2020, e chiama le istituzioni europee a fare lo stesso.